# Les Enfants Graham
Les Enfants Graham – en anglais The Graham Children – est un tableau réalisé en 1742 par le peintre anglais William Hogarth. De format horizontal, cette huile sur toile est un portrait de famille qui représente les quatre jeunes enfants de Daniel Graham, apothicaire de George II. Elle les figure dans un intérieur, sous la cage d'un chardonneret que regarde un chat grimpé sur le dossier d'un fauteuil, avec de gauche à droite Thomas, dont il s'agit d'une représentation posthume, Henrietta Catherine, l'aînée de neuf ans, Anna Maria, qui n'en a que cinq, et enfin Richard Robert, âgé de sept ans. Acquise via l'Art Fund en 1934, l'œuvre est conservée à la National Gallery, à Londres,.